# Teya (cantante)
Teya, nota precedentemente come Thea Devy, pseudonimo di Teodora Špirić (in serbo Теодора Шпирић?; Vienna, 12 aprile 2000), è una cantante austriaca di origini serbe.
Ha rappresentato l'Austria all'Eurovision Song Contest 2023 con il brano Who the Hell Is Edgar? in duetto con Salena; ha inoltre scritto e co-prodotto il singolo Wasted Love insieme a JJ, vincitore dell'edizione del 2025 della medesima manifestazione.

## Biografia
Nata a Vienna da genitori serbi, ha vissuto i suoi primi anni a Kladovo in Serbia, prima di ristabilirsi definitivamente con la famiglia in Austria. Ha dimostrato sin da giovane un immediato interesse per la musica, esibendosi come sassofonista in un'orchestra di musica jazz locale e iniziando a scrivere le proprie canzoni all'età di 17 anni. Annovera Adele e Amy Winehouse fra le sue principali influenze artistiche.
Nel 2018, sotto lo pseudonimo Thea Devy, ha pubblicato il suo singolo di debutto Waiting For. Alla fine del 2019 si è proposta per rappresentare l'Austria all'Eurovision Song Contest 2020 con l'inedito Judgement Day. Nonostante sia stata selezionata tra i tre candidati finali, l'emittente radiotelevisivo austriaco ORF ha successivamente selezionato internamente il cantante austro-filippino Vincent Bueno. Tale brano è stato successivamente selezionato dalla radiotelevisione serba RTS fra i 24 partecipanti a Beovizija 2020, festival utilizzato per selezionare il rappresentante serbo, presentando per l'occasione la versione serba del brano dal titolo Sudnji dan.
Nel 2021 ha partecipato alla quinta edizione del talent show Starmania, venendo eliminata nella Top 8. Più tardi, nello stesso anno, ha pubblicato il singolo Runaway (Stay), in collaborazione con il cantante croato Ninski, utilizzando lo pseudonimo Teya.
Il 31 gennaio 2023 è stato confermato che l'emittente radiotelevisiva austriaca ORF l'ha selezionata internamente, insieme a Salena, come rappresentante nazionale per l'Eurovision Song Contest 2023 a Liverpool. Il loro brano eurovisivo, Who the Hell Is Edgar?, è stato presentato l'8 marzo 2023. Nel maggio successivo, dopo essersi qualificate dalla seconda semifinale, Teya e Salena si sono esibite nella finale eurovisiva, dove si sono piazzate al 15º posto su 26 partecipanti con 120 punti totalizzati.
Nel 2025 è co-autrice di Wasted Love, brano con il quale Johannes Pietsch rappresenterà l'Austria all'Eurovision Song Contest 2025. Nello stesso anno presta la voce al singolo Bite Marks, colonna sonora di League of Legends.

## Discografia

### EP
- 2024 – Grandma on the Dancefloor

### Singoli
- 2018 – Waiting For
- 2018 – What Christmas Is About
- 2018 – Collide
- 2019 – Judgement Day/Sudnji dan
- 2022 – Ex Me
- 2022 – Mirror Mirror (con Truu)
- 2022 – Criminal (con Bermuda e DJ Spicy)
- 2023 – Who the Hell Is Edgar? (con Salena)
- 2023 – Making Grown Men Cry (con Truu)
- 2023 – Feeling Good (con Crypto)
- 2023 – Bye Bye Bye (con Salena)
- 2023 – Ho Ho Ho (con Salena)
- 2024 – Behind the Scenes
- 2024 – Not Scared of Growing Old
- 2024 – To-Do List
- 2024 – Jail
- 2024 – Immigrant Child

#### Come featuring
- 2021 – Runaway (Stay) (Ninski feat. Teya)
- 2023 – Pay for It (Apollo on the Run feat. Teya)
- 2025 – Bite Marks (League of Legends feat. Teya)